# Rodgers Point
Rodgers Point är en udde i Antarktis. Den ligger i Östantarktis. Nya Zeeland gör anspråk på området.
Terrängen inåt land är platt åt sydost, men österut är den kuperad. Havet är nära Rodgers Point åt nordväst. Trakten är glest befolkad. Närmaste befolkade plats är McMurdo Station, 9,2 kilometer söder om Rodgers Point. 